# Sexe à l'état civil

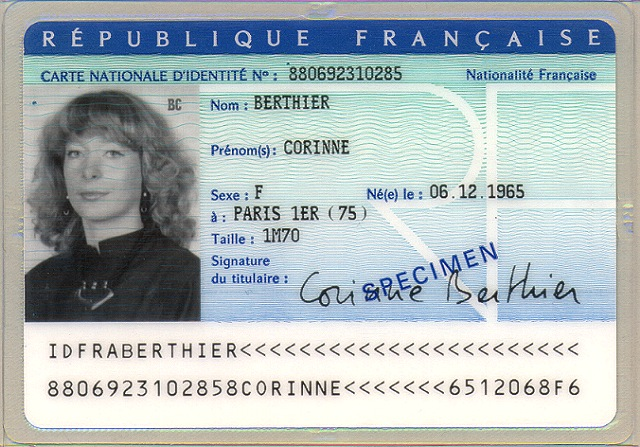
Exemple de carte d'identité française (1988-1994), avec la mention Sexe : F pour féminin.

Permis de conduire de l'état américain du Nouveau-Mexique avec le marqueur X non genré (2020).

La mention du sexe (ou du genre) à l'état civil est une information présente sur l'état civil des individus ainsi que sur certains documents d'identité. Le sexe est en général enregistré à la naissance de la personne. L'enregistrement du sexe à l'état civil peut se faire par simple déclaration des parents, ou nécessiter un certificat médical. La majorité des pays ont deux mentions possibles (masculin/féminin, ou M/F), mais certains incluent aussi une troisième option (X, non binaire...). Il est possible dans certains pays de faire modifier le sexe indiqué sur son état civil, notamment dans le cadre d'une transition de genre.

## Histoire
En Europe, l'état civil apparaît d'abord sous la forme de registres de baptêmes tenus par l'Église catholique. L'objectif est de pouvoir identifier les individus et éviter les mariages entre personnes d'une même famille.
Au XIXe siècle en France, l'enregistrement des nouveau-nés à l'état civil se fait en présentant l'enfant devant un officier d'état civil, qui observe son sexe et le note. Cette mention du sexe permet à l'administration de connaître le nombre d'hommes qui peuvent être appelés pour la conscription et servir dans l'armée en cas de guerre. Les hommes jouissent également de beaucoup plus de droits que les femmes (citoyenneté, droit de vote, etc) : « à une époque de patriarcat dominant, cette mention du sexe à l’état civil permet surtout d’accorder des droits inégaux aux femmes et aux hommes ».
Philippe Guez indique que « l’état civil est l’instrument permettant d’instaurer la différence des sexes et de la maintenir tout au long de la vie de la personne ».

## Sexe neutre ou troisième mention
Une quinzaine de pays reconnaissent une troisième mention de sexe à l'état civil, autre que masculin ou féminin (aussi appelé sexe neutre, genre non binaire à l'état civil ou troisième genre selon les juridictions), comme l’Argentine, l’Autriche, l’Australie, le Canada, la Colombie, le Danemark, l’Allemagne, l’Islande, l’Irlande, Malte, les Pays-Bas, la Nouvelle-Zélande, le Pakistan, l’Inde, le Népal et les États-Unis.

## Suppression de la mention du sexe à l'état civil
La suppression de la mention du sexe à l'état civil est demandée par des organisations de personnes intersexes, transgenre et féministes.
Certains pays envisagent de supprimer la mention du genre à l'état civil, comme les Pays-Bas en 2021. En 2021, en Belgique, une proposition est émise en ce sens, mais l’avant projet de loi est finalement abandonnée en 2023.